# Charles Imbert
Charles Imbert (* 8. Januar 1952) ist ein ehemaliger französischer Ruderer. Er gewann bei den Weltmeisterschaften 1979 und 1981 die Bronzemedaille im Doppelvierer.

## Sportliche Karriere
Imbert gewann 1970 die Bronzemedaille im Einer bei den Junioren-Weltmeisterschaften. Bei den Weltmeisterschaften 1975 belegte Imbert zusammen mit Jean-Michel Izart den neunten Platz im Doppelzweier. Im Jahr darauf bildeten Roland Weill, Roland Thibaut, Patrick Morineau und Charles Imbert einen Doppelvierer. Bei den Olympischen Spielen 1976 in Montreal belegten die Franzosen den vierten Platz im Vorlauf und den dritten Platz im Hoffnungslauf. Damit verpassten sie den Einzug in das A-Finale, das B-Finale gewannen die Franzosen und belegten damit den siebten Platz in der Gesamtwertung.
1977 bildeten Jean-Michel Izart, Jean-Noel Ribot, Charles Imbert und Roland Weill den französischen Doppelvierer. Bei den Weltmeisterschaften 1977 in Amsterdam erreichten die Franzosen den fünften Platz mit sechseinhalb Sekunden Rückstand auf die drittplatzierten Bulgaren. Im Jahr darauf ruderten Izart und Imbert im französischen Achter und belegten den fünften Platz bei den Weltmeisterschaften 1978 in Neuseeland. 1979 kehrte Imbert in den Doppelvierer zurück. In der Besetzung Christian Marquis, Jean-Raymond Peltier, Charles Imbert und Roland Weill gewannen die Franzosen die Bronzemedaille bei den Weltmeisterschaften in Bled mit sieben Sekunden Rückstand auf das Boot aus der DDR und dreieinhalb Sekunden Rückstand auf das Boot aus der BRD. Ebenfalls 1979 siegte der französische Doppelvierer bei den Mittelmeerspielen in Split. Bei den Olympischen Spielen 1980 in Moskau siegte der Doppelvierer der DDR. Anderthalb Sekunden dahinter gewann das Boot aus der Sowjetunion Silber, eine Sekunde dahinter folgten die Bulgaren und eine weitere Sekunde dahinter die Franzosen, die in der gleichen Besetzung wie 1979 antraten.
1981 bildeten Denis Gate, Jean-Raymond Peltier, Charles Imbert und Marc Boudoux den französischen Doppelvierer. Bei den Weltmeisterschaften 1981 in München siegte der Doppelvierer aus der DDR vor dem Boot aus der Sowjetunion, etwa drei Sekunden dahinter gewannen die Franzosen die Bronzemedaille. Danach wechselte der 1,85 m große Imbert vom Skull- zum Riemenrudern. Bei den Weltmeisterschaften 1982 war er Sechster mit dem französischen Achter, 1983 belegte er den fünften Platz. 1984 nahm Imbert zum dritten Mal an Olympischen Spielen teil. Bei der olympischen Regatta in Los Angeles ruderte er mit Jean-Pierre Bremer und Christophe Chevrier im Zweier mit Steuermann, die Franzosen belegten den neunten Platz.